# Ida Kamińska
Ida Kamińska (født 18. september 1899, død 21. maj 1980) var en polsk teater-, filmskuespiller og instruktør. Kendt hovedsageligt for sit arbejde på teatret. Hun var datter af Ester Rachel Kamińska, der var kendt som "Moderen af den Jødiske Scene". Det jødiske teater i Warszawa er navngivet til deres ære. I sin lange karriere producerede Kamińska mere end 70 skuespil og medvirkede i mere end 150 produktioner. Hun skrev også to skuespil selv og oversatte mange værker på jiddisk. Verdenskrig afbrød hendes karriere, og hun emigrerede senere til USA, og fortsatte med at spille. I 1967 instruerede hun sig selv i hovedrollen af Mutter Courage og hendes børn på Broadway. I 1973 udgav hun sin selvbiografi med titlen My Life, My Theater.
Hun medvirkede i filmen Butikken på hovedgaden fra 1965, der vandt en Oscar for bedste udenlandske film. For sin præstation, fik hun særlig omtale på Filmfestivalen i Cannes, samt nomineringer til Golden Globe og en Oscar for bedste kvindelige hovedrolle.

## Opvækst og karriere
Hun blev født i Odessa, Det Russiske Kejserrige (nutidens Ukraine), som datter af sceneskuespiller Ester Rachel Kamińska (1870-1925) og skuespiller, instruktør og sceneproducer Abraham Izaak Kaminski (1867-1918). Søsteren var Regina Kaminska, som også var en skuespiller. Broren var Joseph Kaminski, en komponist. Hendes mor blev beskrevet som den "Jødiske Eleanor Duse".
Ida Kamińska begyndte sin scenekarriere i en alder af seks. En af hendes tidligste roller var i Jakob Gordins skuespil Mirele Efros, som barnebarn af titelkarakteren, som blev spillet af sin mor.  Hun optrådte i både tragedier og komedier, samt instruerede skuespil i sin fars trup da hun var 18.
I 1918 blev hun gift med den jiddiske skuespiller og instruktør Zygmunt Turkow (1896-1970), der var medlem af hendes forældres trup. Hun og Turkow havde en datter, Ruth Kamińska-Turkow, som blev født i 1919. Efter en treårig rundtur med Kamiński-teatret i Sovjetunionen bosatte det unge par sig i Warszawa og sammen etablerede de Warszawas jødiske kunstteater i 1922 med Ida Kamińska som den primære skuespiller. De skiltes i 1932, og i samme år startede Ida sit eget firma i Warszawa, Dramatheatret Ida Kamińska, som hun fortsatte med at lede til 1939. I juli 1936 giftede Kamińska den jiddiske skuespiller Marian (Meir) Melman (1900-1978).
I oktober 1939, i den tidlige del af Anden Verdenskrig, flygtede Kamińska og familiemedlemmer, herunder sin mand, Melman og datter, Rut, til Lwów (Lviv, Ukraine), som var under sovjetisk besættelse. Der var hun i stand til at lede et jiddisk-teater finansieret af de sovjetiske myndigheder. Hun og sin familie tog ly med venner der og var under forsigtighed, fordi de skulle betragtes som anti-Hitler. Kamińska og sin familie flyttede efterfølgende til forskellige lokaliteter i Sovjetunionen. Hun og Melmans søn Victor blev født i Frunse i Sovjet-Centralasien (nuv. Kirgisistan) i efteråret 1941. I 1944 ankom de til Moskva, hvor Kamińska igen spillede i jiddiske produktioner.

## Karriere efter krigen
Efter krigen vendte Kamińska og sin familie tilbage til Warszawa. Den polsk-jødiske befolkning var blevet decimeret af Holocaust-begivenhederne. Ikke desto mindre besluttede Kamińska og Melman at genoprette det jødiske teater. Et jiddisk teater genåbnede i Warszawa i november 1946. I 1949 ydede den polske regering et tilskud til oprettelsen af det jødiske statsteater i Polen, med Kamińska som kunstnerisk instruktør. I sin tidlige periode turnerede teatret mellem byerne Łódź (1949-1953) og Wrocław (1953-1955). I 1955 blev det etableret permanent i Warszawa som det statlige jødiske teater, som senere blev opkaldt efter Ida og sin mor Ester (Ester Rachel Kamińska og Ida Kamińska State Jewish Theatre). Ida Kamińska fortsatte med at lede teatret til 1968.
I 1957 gik hun på turné til Israel for første gang, hvor hun optrådte for premierminister Golda Meir.
I 1965 medvirkede hun i den tjekkoslovakiske film Butikken på hovedgaden (instrueret af Ján Kadár og Elmar Klos), som resulterede i en nominering for Oscar for bedste kvindelige hovedrolle.
I protest mod regeringens antisemitiske kampagne i marts 1968 forlod hun Polen for evigt i juli 1968, først til Israel, men endte med at bo i New York.
Hendes sidste rolle var The Angel Levine (1970), instrueret af Ján Kadár. 

## Død og eftermæle
Ida Kaminska døde af hjerte-kar-sygdom i 1980, 80 år. Hendes mand, Meir Melman, døde i 1978.
Hun blev bisat i den jiddiske teaterafsnit af Mount Hebron Cemetery i Flushing, New York. Også begravet i Mount Hebron er den jiddisk-amerikanske teateroperatør Molly Picon.  
I 2014,afholdte det jødiske Teater i Warszawa en særudstilling i hendes ære. De udstillede udvalgte kostumer båret af Kaminska, samt fotografier og samleobjekter fra hendes kære karriere.